# Marie-Philomène Nga
Marie-Philomène Nga, auch Marie-Philomène N'Ga, (* in Douala, Kamerun) ist eine französisch-kamerunische Schauspielerin.
Nga wurde in Douala als Tochter von Eltern aus dem Land Eton in der Zentralregion von Kamerun geboren.

## Filmographie (Auswahl)
- 1996: Bernie
- 1997: La Cité des alouettes
- 2000: Oncle Paul
- 2002: L’Héritière
- 2002: Fais-moi des vacances
- 2004: Si c’est ça la famille
- 2005: Kiriku und die wilden Tiere (Kirikou et les bêtes sauvages)
- 2006: Kommissar Navarro (Navarro, Fernsehserie, 1 Folge)
- 2006: L’État de Grace
- 2008: Familienbande, scharf gewürzt (Sexe, gombo et beurre salé)
- 2008: Cliente
- 2008: La Très Très Grande Entreprise
- 2009: Neuilly sa mère!
- 2010: Le Mac
- 2010: Merci papa, merci maman
- 2010: Il reste du jambon?
- 2011: Case départ
- 2013: Cheba Louisa
- 2013: La Cité rose
- 2014: Plus belle la vie (Fernsehserie, 5 Folgen)
- 2014: Le Crocodile du Botswanga
- 2015: Madame Christine und ihre unerwarteten Gäste (Le grand partage)
- 2016: Ein Dorf sieht schwarz (Bienvenue à Marly-Gomont)
- 2017: Zum Verwechseln ähnlich (Il a déjà tes yeux)
- 2018: Un mensonge oublié
- 2019: Selfie
- 2020: Il a déjà tes yeux (Fernsehserie)
- 2021: OSS 117 – Liebesgrüße aus Afrika (OSS 117: Alerte rouge en Afrique noire)
- 2022: Die Rumba-Therapie (Rumba la vie)